# Eupithecia coaequalis
Eupithecia coaequalis là một loài bướm đêm trong họ Geometridae.